# Шматочки Трейсі (фільм)
Шматочки Трейсі — це драматичний фільм 2007 року канадського режисера Брюса Макдональда і книга, написана автором Морін Медвед. Фільм заснований за його романом з тим же ім'ям. В головній ролі Еллен Пейдж, продюсер Сара Тіммінс і виконавчий продюсер Пол Баркін.
Фільм був обраний, щоб відкрити розділ Панорама 57-го Берлінського міжнародного кінофестивалю і світова прем'єра сталася 8 лютого 2007. Він поширюється в Канаді Odeon Films, до світової реалізації бувши обробленим Bavaria Films International. Фільм мав свою північноамериканську прем'єру на Міжнародному кінофестивалі в Торонто 12 вересня 2007 року. Canadian theatrical release followed in October 2007. Фільм був придбаний для Сполучених Штатів THINKFilm, і був випущений 9 травня 2008. Після огляду в Possible Worlds 2007 Canadian Film Festival фільм був придбаний для випуску DVD в Австралії та Новій Зеландії Siren Visual.
Фільм мав низький бюджет виробництва, зроблений лише за CAD$750,000.

## Сюжет
15-річна Трейсі Берковіц (Еллен Пейдж) в її нижній білизні під рваною фіранкою для душу в задній частині автобуса, шукає свого молодшого брата Сонні (Зі Соуванд), який думає, що він собака.
Мандрівка Трейсі веде в темний низ життя міста, в емоційні клоаки свого будинку, через жорстокість до неї середній школі, клінічні ігри в кішки-мишки з нею психолога та її ширяючих фантазій Біллі Зеро (Слім Твіг) - її рок-н-рольного "рятівника". Вона також подорожує й контактує з невдачливими жителями міста, як Ланс (Максвелл МакКейб-Локос), її майбутній рятівник, який в кінцевому рахунку, ставить своє життя під загрозу.
Історії Трейсі починають переплітатися від правди до брехні, - сподіваючись, що від розпачу, вона зможе рухатись ближче до істини зникнення Сонні, свого брата.

## Актори
- Еллен Пейдж - Трейсі Берковіц
- Арі Коен - пан Берковіц
- Максвелл МакКейб-Локос - Ленс
- Ерін Макмертрі - Місіс Берковіц
- Слім Твіг - Біллі Зеро
- Джуліан Річінгс - Д-р Хекер
- Кейт Тодд - Деббі Додж
- Райан Кулі - Девід
- Ліббі Адамс - Молода Трейсі Берковіц
- Зі Соуванд - Сонні Берковіц
- Дерек Скотт - Джонні Хедстанд
- Сідней Роджерс - уява Трейсі Берковіц
- Стефен Амелл - детектив
- Джордж Строубоулопоулос - самого себе (камео)

## Музика
З допомогою - музики з канадської інді-рок групи Broken Social Scene. Звукова доріжка також зроблена Peaches,  Foals, The FemBots, Slim Twig, Rose Melberg та "Land Horses", кавер-версія Патті Сміт "Horses" разом з Land of Talk's Елізабет Пауелл.

## Tracey Re:fragmented
Tracey Re:fragmented - є проект режисера та продюсерів, котрі зробили усі доступні кадри зі зйомок фільму, - завантажили і реміксили на "своїх власних проектах, пов'язаних, в тому числі з музичними кліпами, новими трейлерами або повторно редагувати весь фільм самі". Відзнятий матеріал був випущений під ліцензуванням Creative Commons як чотири торренти, кожен приблизно по чотири гігабайти. Конкурс був проведений для найкращого використання відеоматеріалу з серпня 2007 року до січня 2008 року, переможець матеріал включають на випуск DVD, в тому числі відео вів Ottawa на основі седативного засобу панк-групи.

## Адаптація
Фільм був адаптований в коміксах, називаний також The Tracey Fragments.  Коміrc було можна безкоштовно бачити під час деяких ранніх скринінгів фільму.

## Критика
Станом на 28 липня 2009 року, огляд агрегатору Rotten Tomatoes повідомляється, що 38% критиків дали фільму позитивні відгуки, на основі 32 оглядів. Metacritic повідомила, що фільм має середній бал 54 з 100, на основі 10 оглядів.

## Нагороди та номінації
- 2007: виграв Manfred Salzgeber Award, - обраний як фільм відкриття для Берлінському міжнародному кінофестивалі, секція Berlin Panorama
- Вересень 2007: Atlantic Film Festival: Найкраща Канадська Особливість, Еллен Пейдж, Найкраща жіноча роль
- Січень 28, 2008: 28th Annual Genie Awards by the Academy of Canadian Cinema and Television (ACCT). 6 номінацій, включаючи:
  - Досягнення в режисируванні - Брюс Макдональд
  - Досягнення в редагуванні - Джеремі Мунс, Гарет К. Скал
  - Виступ актриси в головній ролі - Еллен Пейдж
  - Досягнення в загальному звучанні - Джон Хазен, Метт Чан, Бред Дав
  - Досягнення в звукомонтажу - Стівен Мунро, Джон Зіверт, Девід Драйні Тейлор
  - Адаптований сценарій - Морін Медвед